# Lompolorivier
De Lompolorivier (Zweeds: Lompolojoki) is een rivier, die stroomt in de Zweedse  gemeente Pajala. De rivier ontstaat niet uit het Lompolojärvi, maar uit het moerasgebied Lompolovuomo, dat circa 4 km² groot is. Het riviertje voert het water eigenlijk constant zuidoostwaarts af totdat het na ruim 20 kilometer de Käymärivier instroomt.